# Tomaszew (Warszawa)
Tomaszew (Tomaszów) – osiedle w północno-wschodniej części Warszawy, w dzielnicy Białołęka. 
Według warszawskiego Miejskiego Systemu Informacji Tomaszew zaliczany jest do osiedla Szamocin. W rzeczywistości Tomaszew stanowi oddzielne osiedle zlokalizowane pomiędzy ulicami: Płochocińską, Wilkowiecką, Ornecką, Borecką, Szklarniową oraz Bruszewską. Tomaszew graniczy z osiedlami Szamocin, Mańki-Wojdy, Brzeziny, Białołęka Szlachecka, Marcelin i Białołęka Dworska. Na terenie Tomaszewa znajduje się wyłącznie zabudowa jednorodzinna.

## Historia
w pierwszej połowie XX w. Tomaszew (wtedy Tomaszów) był podwarszawską wsią, wcześniej był tu również folwark. W 1951 roku został włączony do granic Warszawy wraz z innymi sąsiadującymi wsiami.

## Publiczny transport zbiorowy
Przed rokiem 1982 komunikację z Warszawą zapewniała wyłącznie w ciągu ulicy Płochocińskiej komunikacja autobusowa realizowana przez Państwową Komunikację Samochodową. Do Białobrzegów, Rynii oraz Radzymina kursowały autobusy z dworca PKS Stadion. 24 stycznia 1982 roku uruchomiono linię 165, która łączyła Żerań FSO z Kobiałką. Linia ta kursowała do czerwca 1992 roku, kiedy jej rolę przejęła linia podmiejska numer 705 łącząca Żerań FSO z Białobrzegami. Następnie w latach 2007–2008 uruchamiano kolejne linie podmiejskie łączące Żerań FSO z Zegrzem Południowym (735), Nowymi Załubicami (734) oraz Legionowem (804) przez ulicę Płochocińską. W roku 2009 linia 804 została przekształcona w linię 736. W roku 2012 linie 705 oraz 735 wydłużono do pętli Metro Marymont, by w roku 2014 ponownie je skrócić do pętli Żerań FSO w związku z trwającym remontem mostu Grota Roweckiego. We wrześniu 2014 roku uruchomiono nową linię autobusową numer 326 łączącą Żerań FSO z Olesinem przez ulicę Płochocińską.